# 国家 (2009年歌曲)
国家是為紀念中华人民共和国建国60周年所作的一首主旋律歌曲。由王平久作词，金培达作曲，王力宏担任音乐制作人。首版由刘媛媛、成龙於2009年演唱。表现对民富国强的期盼。
《国家》後推出了童声版，由林妙可、杨沛宜等童星演绎。

## 演出场合
- 2009年首都各界庆祝中华人民共和国成立60周年联欢晚会
- 2010年中華人民共和國公安部春节联欢晚会[2]